# جولي دولان
جولي دولان (بالإنجليزية: Julie Dolan)‏ هي لاعبة كرة قدم أسترالية، ولدت في 4 أبريل 1971 في أستراليا. شاركت مع منتخب أستراليا لكرة القدم للسيدات.